# Syrrhopodon planifolius
Syrrhopodon planifolius är en bladmossart som beskrevs av Potier de la Varde 1934. Syrrhopodon planifolius ingår i släktet Syrrhopodon och familjen Calymperaceae. Inga underarter finns listade i Catalogue of Life.